# Manoel Antônio de Paiva
Dom Manoel Antônio de Paiva (Pilar, 25 de abril de 1873 — Garanhuns, 19 de maio de 1937) foi um bispo católico brasileiro das Dioceses de Ilhéus e Garanhuns.